# Oediopalpa
Oediopalpa is een geslacht van kevers uit de familie bladkevers (Chrysomelidae).
De wetenschappelijke naam van het geslacht werd in 1858 gepubliceerd door Joseph Sugar Baly.

## Soorten
- Oediopalpa atripes (Pic, 1926)
- Oediopalpa basalis Baly, 1858
- Oediopalpa brunnea (Uhmann, 1943)
- Oediopalpa caerulea Baly, 1858
- Oediopalpa caerulescens (Baly, 1875)
- Oediopalpa collaris (Guérin-Méneville, 1844)
- Oediopalpa cyanipennis (Fabricius, 1801)
- Oediopalpa dentipes (Weise, 1910)
- Oediopalpa donckieri Pic, 1923
- Oediopalpa elongata (Baly, 1875)
- Oediopalpa foveipennis Pic, 1923
- Oediopalpa fulva (Weise, 1910)
- Oediopalpa fulviceps (Weise, 1905)
- Oediopalpa fulvipes Baly, 1858
- Oediopalpa gibbula (Uhmann, 1948)
- Oediopalpa graminum (Uhmann, 1948)
- Oediopalpa guerini Baly, 1858
- Oediopalpa indiscreta (Uhmann, 1937)
- Oediopalpa insecta (Uhmann, 1948)
- Oediopalpa intermedia (Weise, 1910)
- Oediopalpa jucunda (Weise, 1910)
- Oediopalpa laevicollis (Uhmann, 1932)
- Oediopalpa laticollis Baly, 1858
- Oediopalpa marginata (Weise, 1910)
- Oediopalpa negligens (Weise, 1905)
- Oediopalpa nigripes Baly, 1858
- Oediopalpa pertyi (Guérin-Méneville, 1844)
- Oediopalpa plaumanni (Uhmann, 1940)
- Oediopalpa sternalis (Weise, 1910)
- Oediopalpa subconstricta Pic, 1923
- Oediopalpa testaceipes (Pic, 1926)
- Oediopalpa teutonica (Uhmann, 1948)
- Oediopalpa thoracica (Uhmann, 1930)
- Oediopalpa titschacki (Uhmann, 1953)
- Oediopalpa variolata Uhmann, 1960
- Oediopalpa varipes (Weise, 1910)
- Oediopalpa viridipennis (Pic, 1937)